# Gökhan Akkan (Fußballspieler, 1995)
Gökhan Akkan (* 1. Januar 1995 in Çekerek in der Provinz Yozgat) ist ein türkischer Fußballtorhüter.

## Karriere

### Verein
Gökhan Akkan stand seit dem Ende der Saison 2011/12 bei MKE Ankaragücü unter Vertrag. Am 22. September 2012 gab er im Spiel gegen Manisaspor sein Debüt in der zweiten türkischen Liga.
Im Sommer 2015 wechselte Akkan zum türkischen Erstligisten Çaykur Rizespor, wo er seit der Saison 2017/18 Stammtorhüter und Kapitän war. In der Saison 2022/23 war er an MKE Ankaragücü ausgeliehen. Nach vier Spielen in der Saison 2023/24 wechselte Akkan im September 2024 zum Ligakonkurrenten Bodrum FK.

### Nationalmannschaft
Akkan bestritt von 2009 bis 2016 insgesamt 16 Länderspiele für diverse türkische Jugendnationalmannschaften. 
Akkan wurde am 14. Mai 2021 von Nationaltrainer Şenol Güneş für den vorläufigen EM-Kader der Türkei nominiert. Am 27. Mai 2021 gab Akkan sein Debüt für die A-Nationalmannschaft im Freundschaftsspiel gegen Aserbaidschan. Er wurde in der 73. Spielminute für Altay Bayındır eingewechselt.